# Dinastija Kasniji Liang
 Ovo je glavno značenje pojma Dinastija Kasniji Liang. Za druga značenja pogledajte Ovo je članak o državi/dinastiji iz razdoblja Pet dinastija. Za državu iz razdoblja Šesnaest kraljevstava v. Kasniji Liang; za Južnu dinastiju v. Dinastija Liang..
Kasniji Liang (kineski: 後梁 / 后梁, pinyin: Hòu Liáng) je bila prva od tzv. „Pet dinastija” koje su vladale sjevernom Kinom nakon pada dinastije Tang. 
Zhu Wen, gospodar rata dinastije Liang je koncem 9. stoljeća držao u svojoj vlasti gotovo cijelu sjevernu Kinu. Iako je izvorno podržao pobunu generala Huang Chaoa (874. – 884.), preuzeo je ključnu ulogu u njezinom gušenju. Zbog toga mu je dodijeljena titula vrhovnog zapovjednika pokrajina (Xuanwu Jiedushi). U samo nekoliko godina on je potjerao ili uništio susjede i natjerao dvor da se preseli u grad Luoyang (tada pokrajina Liang, a današnja pokrajina Henan, po kojoj je njegova dinastija dobila ime), gdje je imao svoje uporište. God. 904., dao je ubiti cara Zhaozonga i postavio je njegovog trinaestogodišnjeg sina za cara Aija, posljednjeg cara dinastije Tang. 
God. 907. Zhu Wen je natjerao cara Aija da abdicira u njegovu korist proglašivsi se carem Taizuom. Nedugo nakon proglašenja nove dinastije dao je ubiti mladog Aija, no nikada nije uspio formalno vladati cijelom Kinom kao njegov prethodnik. Mnogi od suparničkih gospodara rata i pokrajinskih vojnih upravitelja (jiedushi) su ga odbili priznati kao novog cara, te su umjesto toga osnovali osobne neovisne države, kasnije poznate kao Deset kraljevstava. Jedna od njih je bila i Jin, koju je vodio Shatuo vojskovođa Li Keyong; neprijateljstvo Li Keyonga i Zhu Wena, koje je datiralo od vremena službe u trupama dinastije Tang, nastavili su i njihovi nasljednici. Li Keyongov sin, Li Cunxu, je 923. godine pokrenuo pohod protiv dinastije Kasniji Liang, porazio i svrgnuo Zhu Wenovog sina Zhu Zhena,  te uspostavio novu dinastiju Kasniji Tang.

## Vladari
| Hramsko ime                             | Postumno ime  | Prezime i osobno ime | Godine vladavine | Prijestolno ime s godinama trajanja                                              |
| --------------------------------------- | ------------- | -------------------- | ---------------- | -------------------------------------------------------------------------------- |
| Konvencionalno kineski: prezime, pa ime |               |                      |                  |                                                                                  |
| Taìzǔ (太祖)                            | Xiànwǔ (獻武) | Zhū Wēn (朱溫)       | 907. – 912.      | Kaīpíng (開平) 907. – 911. Qiánhuà (乾化) 911. – 912.                            |
| nije postojalo                          | nema          | Zhu Yougui (朱友珪)  | 912. – 913.      | Qiánhuà (乾化) 912. – 913. Fènglì (鳳曆) 913.                                    |
| nije postojalo                          | Mò (末)       | Zhū Zhèn (朱瑱)      | 913. – 923.      | Qiánhuà (乾化) 913. – 915. Zhēnmíng (貞明) 915. – 921. Lóngdé (龍德) 921. – 923. |